# Undaground Legend
Undaground Legend è il primo album in studio per una etichetta major del rapper statunitense Lil' Flip, pubblicato nel 2002.

## Tracce
1. What I Been Through (feat. Big T, Lil' Ron & Yung Redd) – 4:29
2. U See It (featuring Chammilionaire) – 4:20
3. 8 Rulez (featuring Shasta) – 3:55
4. I Shoulda Listened (featuring Seville) – 3:34
5. 7-1-3 – 4:00
6. The Way We Ball – 4:43
7. Get Crunk (featuring Big T, Lil' Ron & David Banner) – 5:08
8. Haters Still Mad (featuring Big T & Lil' Ron) – 3:14
9. We Ain't Scared (featuring Bizzy Bone) – 5:14
10. Make Mama Proud – 3:06
11. I Can Do Dat (Remix) (featuring Juvenile & Skip) – 4:01
12. Tonight (featuring Seville) – 4:21
13. What Y'all Wanna Do (featuring C-Note & David Banner) – 4:07
14. It's A Fact – 4:28
15. R.I.P. Screw (featuring Bizzy Bone) – 5:13
16. Forget The Fame – 5:05